# Adam Bełcikowski

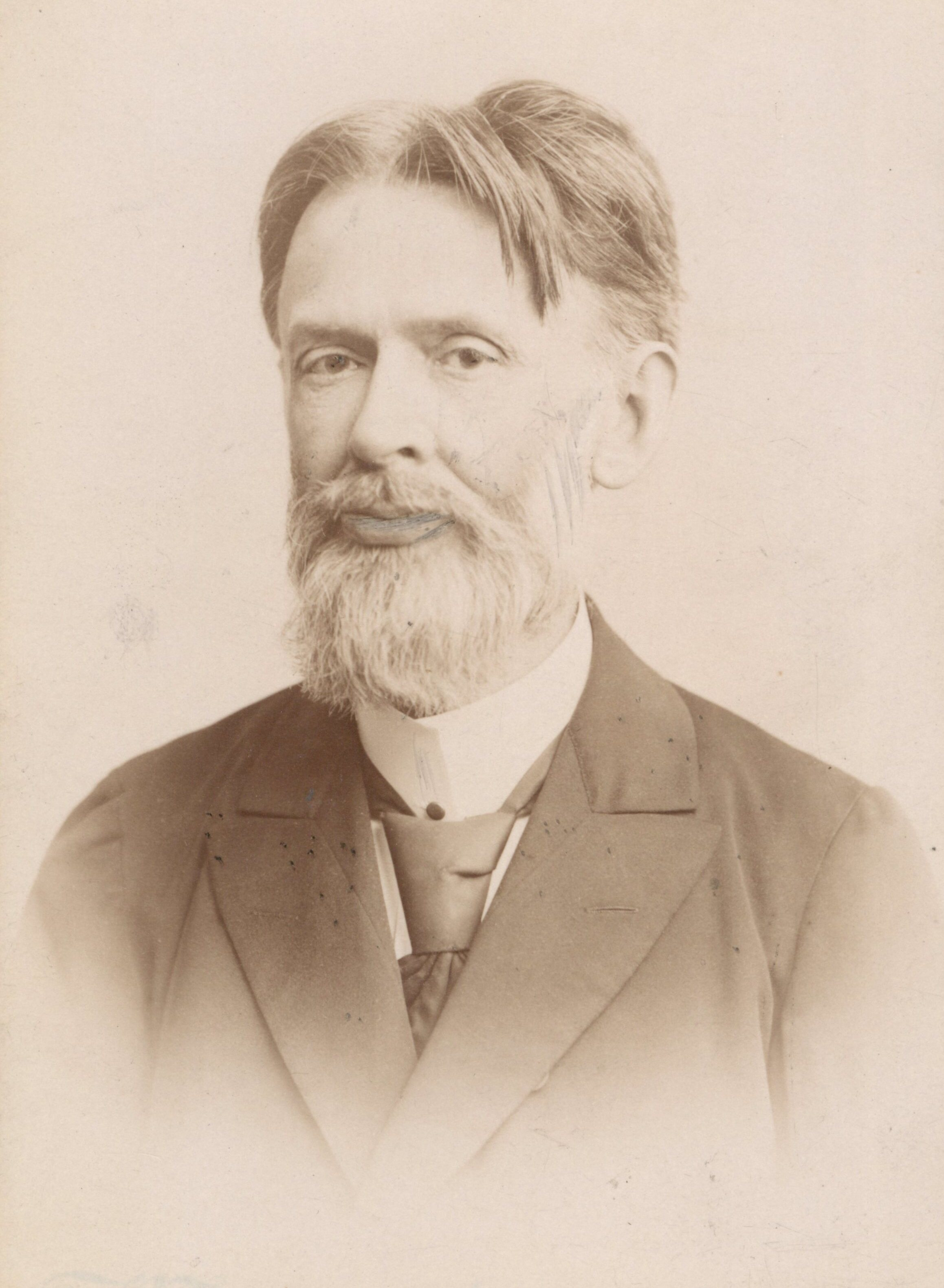
Adam Bełcikowski.

Adam Bełcikowski, född 24 december 1839 i Kraków, död där 13 januari 1909, var en polsk författare och litteraturhistoriker.
Belcikowski blev 1869 docent i polsk litteraturhistoria och 1876 universitetsbibliotekarie i Kraków och därefter professor i polsk litteraturhistoria i Lwów. Han utgav en hel rad historiska dramer, såsom Kung Don Juan (1869), en skildring av August den starke, De båda Radziwill, Mieczyslaw II och Boleslaw den djärve. I dramerna Vid folkets vagga och Lechs krona har Bełcikowski efter Juliusz Słowackis mönster behandlat motiv från Polens sagoålder.